# Lágino

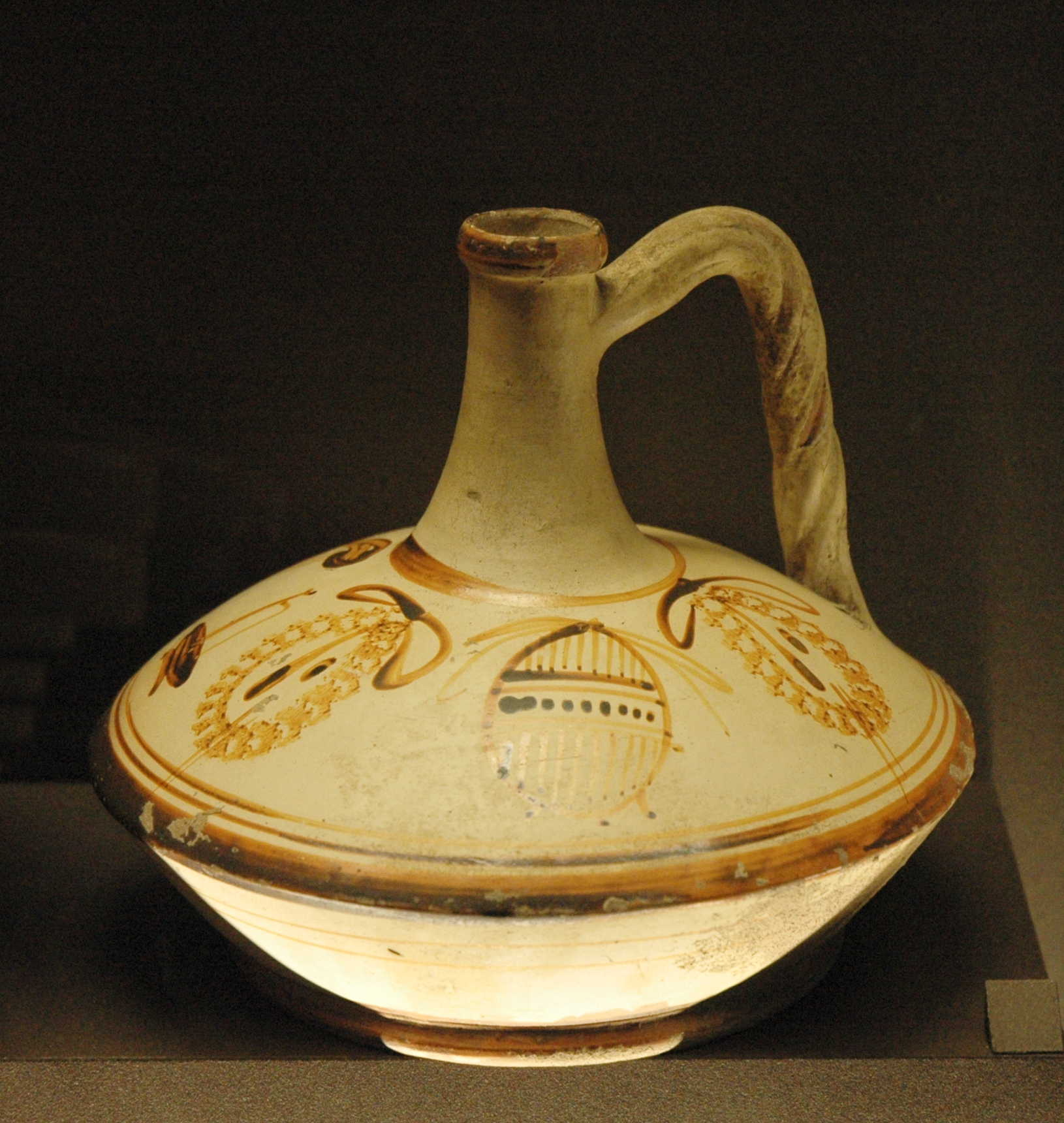
Lágino decorado con instrumentos musicales, en el Louvre

Lágino (del griego λαγυνοι, plural de λαγυνος, lagynos) es un recipiente del periodo helenístico, en forma de garrafa, con cuerpo ventrudo y base cónica, cuello alargado y un asa vertical alta.
Para Andrea Berlin –citado por Rotroff–, los primeros láginos fueron de metal, creados para la celebración de la láginoforia en la Alejandría de Ptolomeo IV Filopator (según las referencias de Eratóstenes en su Arsinoe). En los cerámicos, Susan Rotroff clasifica dos diferentes tipos: los más finos o elegantes, en engobe blanco y decoración pintadas, para servicio de mesa; y el lágino más basto usado para el transporte comercial del vino, que fue la vasija que precedió al modelo refinado.
El lagino fue al parecer un tipo de jarra de vino frecuente en las mesas de griegos y romanos (estos últimos también lo usaron para el agua). Se usó también como unidad de medida hasta que a partir de la mitad del siglo IV a. C. fue sustituido por la enócoe. Se conservan ejemplares cubiertos por un engobe blanco con decoración de objetos y guirnaldas vegetales relacionados con el simposion, de origen greco-oriental, que a finales del siglo II o inicios del siglo I a. C. llegaron a la península ibérica vía Delos y Puteoli.